# Ульянов, Дмитрий Сергеевич (горнолыжник)
Дмитрий Сергеевич Ульянов (род. 12 января 1983 года, Южно-Сахалинск) — российский горнолыжник, член олимпийской сборной команды России на Олимпиаде в Турине. Мастер спорта международного класса (горнолыжный спорт).

## Достижения
- Чемпион России (2003, 2004) в слаломе, 2008 — в слаломе-гиганте.
- Серебряный (2003 — слалом-гигант, 2008 — слалом) и бронзовый (2002, 2005 — супер-гигант, 2005 — скоростной спуск и слалом-гигант) призёр чемпионатов России.